# Biserica Sfântul Dumitru din Bacău
Biserica Sfântul Dumitru este o biserică din Municipiul Bacău, România. Este situată în sudul orașul în cartierul Narcisa.  Este unul dintre cele mai importante lăcașe de cult din Municipiul Bacău . Parohia Sfântul Dumitru a fost înființată după anii 1990 pentru o mai bună păstorire a credincioșilor din Bacău.